# Esporo de Nicea
Esporo de Nicea en griego Σπόρος ὁ Νικαῖος (240 - 300 aprox.), fue un matemático y astrónomo griego nacido probablemente en Nicea, actual Iznik (Turquía). Fue discípulo de Filón de Gádara y maestro de Papo de Alejandría. Las noticias conservadas sobre él proceden de las obras de Papo y de Eutocio.
Esporo escribió acerca de la cuadratura del círculo y la duplicación del cubo; criticó a Arquímedes por no haber conseguido un cálculo más exacto del número pi. También escribió sobre el tamaño del sol y sobre los cometas.